# John Dyer
John Dyer (Aberglasney, 1699 – Coningsby, 1757) è stato un poeta gallese.
Autore del pindarico Grongar Hill (1726), nel 1740 pubblicò Le rovine di Roma, resoconto poetico di un suo viaggio in Italia.
La sua più significativa opera è il poema didascalico Il vello (1757).